# Acerentomon oreophilon
Acerentomon oreophilon är en urinsektsart som beskrevs av Andrzej Szeptycki 1980. Acerentomon oreophilon ingår i släktet Acerentomon och familjen lönntrevfotingar. Inga underarter finns listade i Catalogue of Life.